# Gerald A. Leonards
Gerald A. Leonards (* 29. April 1921 in Montreal; † 1. Februar 1997) war ein kanadisch-US-amerikanischer Bauingenieur für Geotechnik.
Leonards studierte an der McGill University (Bachelorabschluss 1943) und ab 1946 an der Purdue University, wo er 1948 seinen Masterabschluss machte und 1952 bei Ralph Fadum promoviert wurde (Strength characteristics of compacted clays), worauf er Assistant Professor wurde (er lehrte aber schon vorher an der Universität). 1955 wurde er Associate Professor an der Purdue University und 1958 Professor. 1965 bis 1968 war er Vorstand der Bauingenieurs-Fakultät. Ab 1991 war er Professor Emeritus.
Leonards verfasste ein in den USA bekanntes Grundbau Lehrbuch und befasste sich als Wissenschaftler unter anderem mit den bodenmechanischen Eigenschaften verdichteten Tons, Versagen von Erddämmen, Konsolidierung sowie Stabilität von Hängen und Erddämmen mit weichen Tonen, Erdbeben-Verflüssigung von Sand (Liquefaction), Auswirkungen von Bodenfrost, Erddruck auf Rohrleitungen im Boden, Bodenmechanik im Straßenbau, Methodologie der Fehleranalyse im Grundbau.
Leonards war als einziger Nicht-Europäer in der italienischen geotechnischen Kommission zum Schiefen Turm von Pisa. 1988 wurde er Mitglied der National Academy of Engineering und er war Ehrenmitglied der American Society of Civil Engineers (ASCE). 1989 wurde er Ehrendoktor der McGill University. 1996 erhielt er den Terzaghi Award und 1980 war er Terzaghi Lecturer.
Er war seit 1945 verheiratet und hatte einen Sohn und eine Tochter. Leonards hatte die US-Staatsbürgerschaft.
Seit 2003 gibt es ihm zu Ehren eine Vorlesung an der Purdue University (Gerald A. Leonards Lecture).

## Schriften
- als Herausgeber: Foundation Engineering, McGraw Hill 1962
- als Herausgeber: Dam Failures (Proc. Internat. Workshop), Elsevier 1987